# Gambir Baru
Gambir Baru is een bestuurslaag in het regentschap Asahan van de provincie Noord-Sumatra, Indonesië. Gambir Baru telt 5256 inwoners (volkstelling 2010).